# Homoranthus porteri
Homoranthus porteri är en myrtenväxtart som först beskrevs av Cyril Tenison White, och fick sitt nu gällande namn av Lyndley Alan Craven och S.R.Jones. Homoranthus porteri ingår i släktet Homoranthus och familjen myrtenväxter. Inga underarter finns listade i Catalogue of Life.